# Stéphane Charbonnier

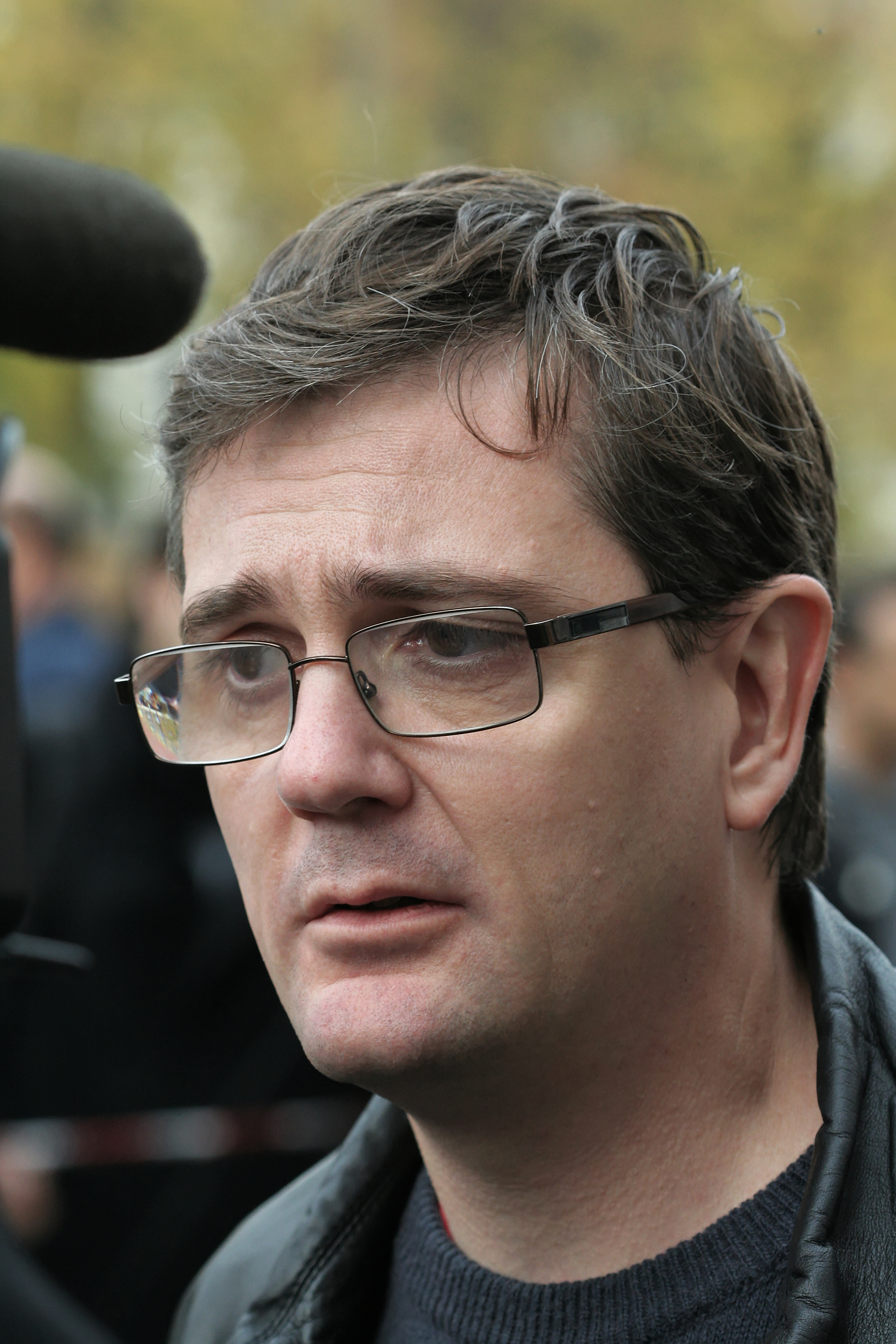
Charb (2011)

Stéphane Charbonnier (* 21. August 1967 in Conflans-Sainte-Honorine; † 7. Januar 2015 in Paris; Pseudonym Charb) war ein französischer Comiczeichner, politischer Karikaturist und Journalist. Von 2009 bis zu seiner Ermordung bei dem Terroranschlag auf seine Redaktion war er der Herausgeber der Satirezeitung Charlie Hebdo und ihr Sprachrohr.

## Leben

### Herkunft und Schulzeit
Stéphane Charbonnier wurde 1967 in Conflans-Sainte-Honorine geboren. Sein Vater war Techniker bei der PTT, seine Mutter Sekretärin bei einem Gerichtsvollzieher, später bei einer nationalen Bildungseinrichtung. Er besuchte das Collège des Louvrais in der Gemeinde Pontoise nordwestlich von Paris und zeichnete dort während des Unterrichts erste Karikaturen und Bilder der Lehrer und Mitschüler sowie Selbstporträts. Auch veröffentlichte er erste Karikaturen in der Schülerzeitung. Charbonnier schulte sich dabei durch die Lektüre der Klassiker der bande dessinée. Seine Kindheit beschrieb er als langweilig: „Ich habe ein wenig gelacht, aber nicht viel. Ich war ein wenig sauer, aber nicht viel. Mir fehlte es an nichts und mich erfreute nichts.“ Konflikte gab es weniger mit den Eltern als mit seinem Großvater, einem frühen Anhänger des rechtsradikalen Front National. Sein Großvater sei zwar „kein Rassist, aber ein Großmaul gewesen, der gemeinsame Mahlzeiten wegen der sozialistischen Vorlieben des Vaters in Schlägereien verwandelte“.

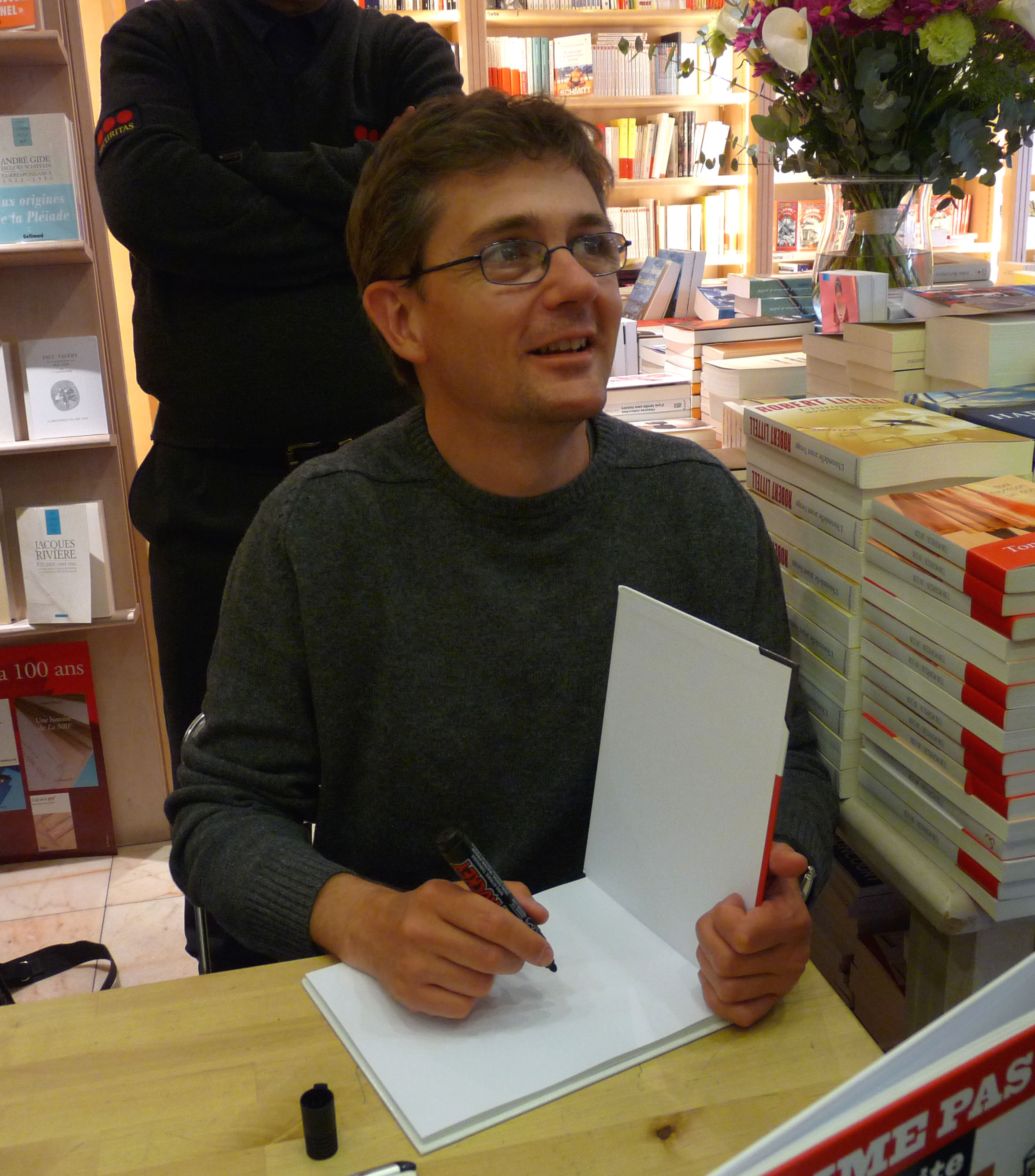
Charb in Straßburg (2009)

### Anfänge als Karikaturist
Nach der Schulzeit begann Charbonnier eine Ausbildung, brach sie jedoch ab, um für Regionalzeitungen zu arbeiten und sich mit Illustrationen für Kinoprogramme durchzuschlagen. Während des Golfkriegs 1991 wechselte er schließlich zum Satiremagazin La Grosse Bertha und lernte dort Philippe Val kennen, der sein Mentor wurde. Charbonnier arbeitete für verschiedene Zeitungen und Zeitschriften, darunter waren L’Écho des Savanes, Télérama, Fluide glacial und L’Humanité. 2006 war er auch für Charlie Hebdo tätig, als Val die Mohammed-Karikaturen nachdrucken ließ, die in der rechtskonservativen dänischen Jyllands-Posten erschienen waren. Charlie Hebdo erstritt sich vor Gericht das Recht, sich über jedwede religiöse Figur lustig zu machen. Nach dem Weggang von Philippe Val im Mai 2009 übernahm Charbonnier die Leitung mit der Absicht, Charlie Hebdo wieder den alten subversiven Geist einzuhauchen.

### Chefredakteur vonCharlie Hebdo
Seine Zeichnungen, z. B. für die Serie Maurice et Patapon über einen lüsternen, anarchistischen Hund und eine asexuell-sadistische, faschistische Katze, beide antikapitalistisch wie Charbonnier, waren von ätzendem Witz und Respektlosigkeit geprägt. Bekannt wurde er ebenfalls durch Marcel Keuf, den Polizisten aus dem Comicmagazin Fluide glacial. Charbonniers Figuren waren oft etwas hässlich, gelb koloriert, von Grund auf schlecht, dumm und feige. Seine Kolumne in Charlie Hebdo nannte er Charb n’aime pas les gens (dt.: Charb mag die Menschen nicht). Monatlich zeichnete er die satirische Rubrik La fatwa de l’Ayatollah Charb (dt.: Die Fatwa des Ajatollah Charb) in der Zeitschrift Fluide Glacial. In den Jahren 2007 und 2008 war er beim Fernsehsender M6 als Zeichner an der Sendung T’empêches tout le monde de dormir (dt.: Du hältst alle vom Schlafen ab!) mit Marc-Olivier Fogiel beteiligt.

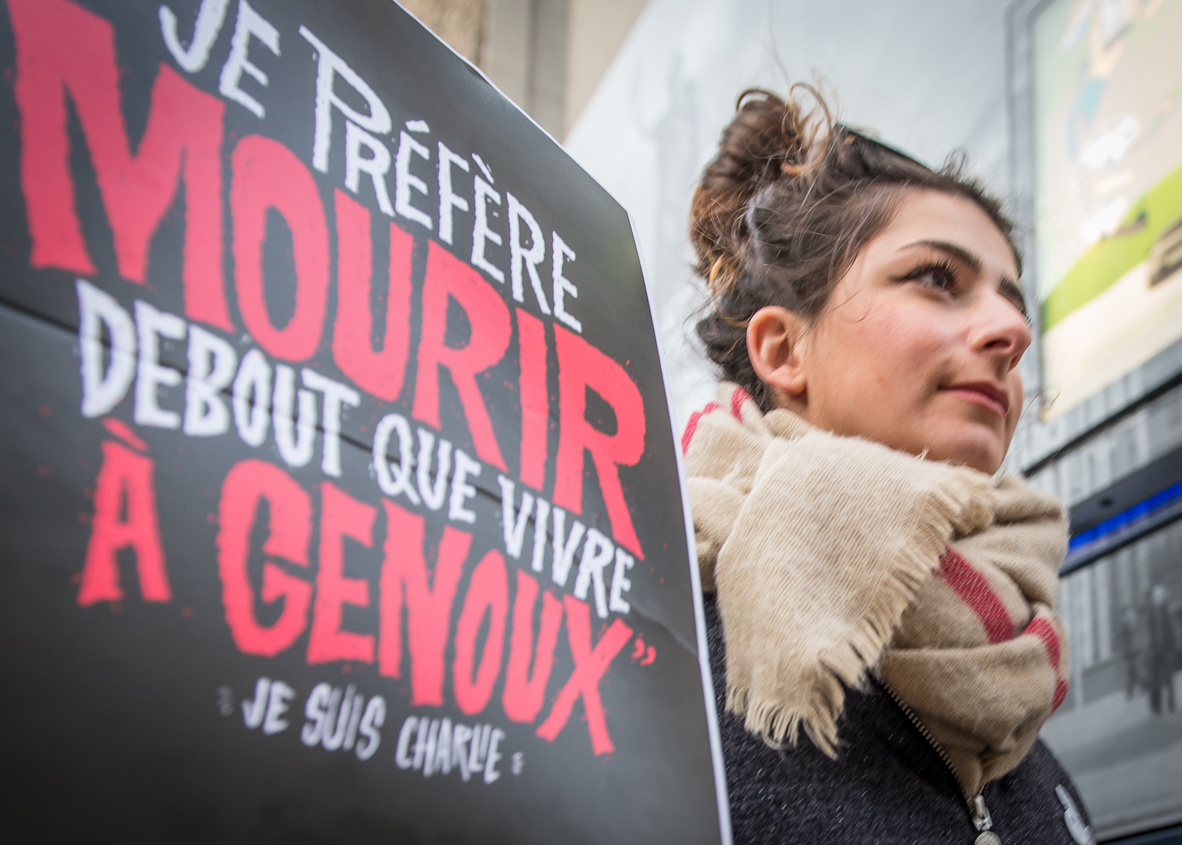
Demonstrantin mit Charb-Zitat in Paris am 11. Januar 2015

Als im November 2011 die Sonderausgabe Charia Hebdo mit einem „Chefredakteur Mohammed“ zum Wahlerfolg der Islamisten in Tunesien veröffentlicht und daraufhin ein Brandanschlag auf die Redaktionsräume des Magazins verübt wurde, bat Charbonnier in einem Video vor den Trümmern um finanzielle Unterstützung. Seine publizistische Replik auf diesen Vorfall war die auf den Titel der folgenden Ausgabe gesetzte Karikatur des Zeichners Luz, die einen Moslem mit Takke und einen Karikaturisten der Zeitung mit Charlie Hebdo-T-Shirt bei einem Zungenkuss zeigte. Die Titelzeile lautete: „L’amour plus fort que la haine“ („Die Liebe ist stärker als der Hass“). Nach dieser zweiten Affäre um die Mohammed-Karikaturen, die ihm Todesdrohungen einbrachte, sagte Charbonnier in einem Interview mit der marokkanischen Zeitschrift Tel Quel:

« Je suis sous protection policière depuis un an, depuis l’affaire Charia Hebdo. C’est lourd au quotidien, surtout à Paris, d’être sans arrêt sous surveillance. Mais je n’ai pas peur des représailles. Je n’ai pas de gosses, pas de femme, pas de voiture, pas de crédit. Ça fait sûrement un peu pompeux, mais je préfère mourir debout que vivre à genoux. »

„Ich bin seit einem Jahr unter Polizeischutz gestellt, seit der Affäre Scharia Hebdo. Es ist schwer im Alltag, besonders in Paris, unter ständiger Überwachung zu stehen. Aber ich habe keine Angst vor Repressalien. Ich habe keine Kinder, keine Frau, kein Auto, keinen Kredit. Es hört sich gewiss ein wenig schwülstig an, aber ich bevorzuge aufrecht zu sterben, anstatt auf Knien zu leben.“

Politisch war Charbonnier ein langjähriger Unterstützer der Parti communiste français und der Front de gauche, eines Zusammenschlusses linker Parteien bei den Europawahlen 2009 und den französischen Regionalwahlen 2010. Zudem setzte sich Charbonnier für die Freiheitsbestrebungen der Kurden ein. Er beschrieb sich selbst stets als Atheisten, aber nicht islamophob, judeophob, kathophob oder buddhistophob. Er verstand sich als Verteidiger des in der französischen Verfassung verankerten Laizismus (Verwirklichung der Trennung von Staat und Kirche), den er als eine staatsrechtliche Errungenschaft ansah, gegen ein Klima religiöser oder sonstiger doktrinärer Intransigenz.
Charbonnier betonte dabei stets den Unterschied zwischen den gewaltbereiten Islamisten und der Gesamtheit der Moslems. So bezeichnete er den in den USA produzierten Film Innocence of Muslims aus dem Jahr 2012, der in einigen islamischen Ländern zu gewalttätigen Protesten mit mehreren Toten führte, als „monumental schlecht“. Charbonnier verspottete den Film, indem er ein Cover für Charlie Hebdo unter der Überschrift „Intouchables 2“, eine Anspielung auf den tragikomischen französischen Spielfilm Ziemlich beste Freunde (Originaltitel: Intouchables, französisch für Die Unberührbaren), zeichnete. Die Karikatur zeigt einen alten Juden, der einen alten Muslim im Rollstuhl vor sich herschiebt, in einer Sprechblase über ihnen steht geschrieben: „Man darf sich nicht lustig machen.“
Im März 2013 war Charbonnier eine von zehn Personen auf einer Todesliste des vom al-Qaida-Ableger al-Qaida im Jemen betriebenen Online-Magazins Inspire.

### Tod
Charbonnier wurde am 7. Januar 2015 durch zwei französische islamistische Terroristen erschossen. Bei dem Anschlag auf die Redaktionsräume von Charlie Hebdo starben auch die Zeichner Jean Cabut, Bernard Verlhac, Philippe Honoré und Georges Wolinski, der Mitbegründer von Attac Frankreich und Mitinhaber der Zeitschrift Bernard Maris, die Kolumnistin Elsa Cayat, der Lektor Mustapha Ourrad, der Journalist Michel Renaud und der Wartungstechniker Fréderic Boisseau sowie die beiden Polizisten Franck Brinsolaro und Ahmed Merabet. Am selben Tag war in der aktuellen Ausgabe des Satiremagazins eine seiner letzten Karikaturen erschienen, mit der Überschrift „Noch keine Attentate in Frankreich“ und der gezeichneten Antwort eines bewaffneten Islamisten: „Warten Sie ab. Man hat bis Ende Januar Zeit, seine Festtagsgrüße auszurichten.“
Bei den Gedenkmärschen für die Todesopfer der Anschläge auf Charlie Hebdo beteiligten sich in Frankreich mehr als 3,7 Millionen Menschen. Allein in Paris versammelten sich am 11. Januar 2015 zu der zentralen Gedenkkundgebung „Republikanischer Marsch“ bis zu 1,6 Millionen Menschen und damit so viele wie seit dem Ende des Zweiten Weltkrieges nicht mehr. Auch Staats- und Regierungschefs gingen in Paris auf die Straße, darunter waren Präsident François Hollande und Kanzlerin Angela Merkel. Der israelische Ministerpräsident Benjamin Netanjahu reihte sich wenige Meter von Palästinenserpräsident Mahmud Abbas entfernt ein. Bereits einen Tag zuvor gab es eine Großkundgebung mit 700.000 Teilnehmern. Auch in vielen weiteren europäischen Großstädten solidarisierten sich Zehntausende Menschen mit den Anschlagsopfern und demonstrierten für Toleranz, Demokratie und Meinungsfreiheit.
Nach seinem Tod wurde bekannt, dass Jeannette Bougrab, die ehemalige Jugendstaatssekretärin unter Nicolas Sarkozy (UMP), seine Lebensgefährtin gewesen war. Laurent Charbonnier, der Bruder des Getöteten, widersprach im Namen der Familie dieser Darstellung, indem er sagte, dass es zwischen Bougrab und seinem Bruder kein beziehungsartiges festes Verhältnis gegeben habe und dass die Familie es nicht wolle, dass sie sich, in welcher Weise auch immer, weiter in den Medien zu Charbonnier äußere.
Charbonnier wurde in Pontoise beigesetzt. Bei der Trauerfeier sprachen der Karikaturist Luz, der Arzt und freiberufliche Kolumnist Patrick Pelloux und Jean-Luc Mélenchon. Die Justizministerin Christiane Taubira, Najat Vallaud-Belkacem, Ministerin für nationale Erziehung und Fleur Pellerin, Ministerin für Kultur und Kommunikation waren anwesend.
Das Nachrichtenmagazin L’Obs veröffentlichte drei Monate nach seinem Tod Auszüge aus dem Buch Lettre aux escrocs de l’islamophobie qui font le jeu des racistes („Offener Brief an die Vortäuscher der Islamophobie, die das Spiel der Rassisten betreiben“), an dem Charbonnier kurz vor seinem Tod gearbeitet hatte. Darin wies er den Vorwurf der Islamfeindlichkeit zurück. Beispielsweise habe man die Mohammed-Karikaturen mit einer Bombe auf dem Kopf als Anprangerung der „Instrumentalisierung der Religion durch Terroristen“ verstehen können, die Medien hätten sich jedoch hauptsächlich für die Frage interessiert, inwieweit die Zeichnungen eine Beleidigung von Muslimen darstellten. Bei den Kritikern der Karikaturen konstatierte Charb den „verabscheuungswürdigen Paternalismus des bourgeoisen, weißen, linken Intellektuellen“.

## Werke

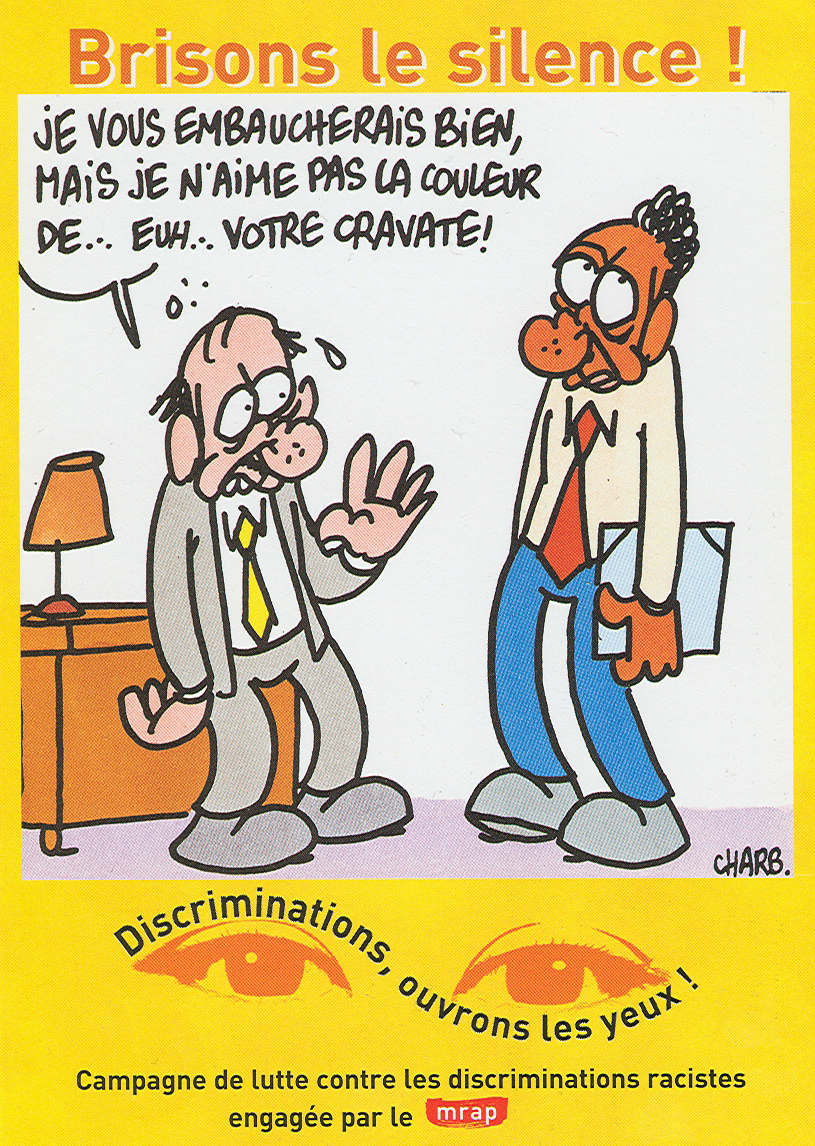
Plakat für die Bewegung Mouvement contre le racisme et pour l’amitié entre les peuples (dt.: Bewegung gegen den Rassismus und für die Freundschaft zwischen den Völkern) aus dem Jahr 2000: Ich würde Sie ja einstellen, aber ich mag die Farbe … äh … ihrer Krawatte nicht

- Je suis très tolérant (dt.: Ich bin sehr tolerant), MC Productions / Charb, 1996
- Maurice et Patapon, tomes I (2005) II (2006), III (2007), IV (2009) éditions Hoebeke
- Attention ça tache, Casterman, 2004 (mit einer Würdigung von Philippe Geluck)
- Charb n’aime pas les gens : chroniques politiques, 1996–2002, Agone, 2002
- mit Catherine Meurisse, Riss, Luz, Tignous und Jul: Mozart qu’on assassine, Albin Michel, 2006
- J’aime pas les fumeurs (dt.: Ich mag die Raucher nicht), Hoëbeke, 2007
- mit Patrick Pelloux: J’aime pas la retraite (dt.: Ich mag den Ruhestand nicht), 2008
- C’est la Faute à la société, éditions 12 bis, 2008
- Dico Sarko (dt.: Sarkos Wörterbuch), éditions 12 bis, 2008
- Le Petit Livre rouge de Sarko (dt.: Sarkos kleines rotes Buch), éditions 12 bis, 2009
- mit Antonio Fischetti: Eternuer dans le chou-fleur et autres métaphores sexuelles à travers le monde (dt.: In den Blumenkohl niesen und andere sexuelle Metaphern rundum die Welt), éditions Les Échappés, 2009
- mit Daniel Bensaïd: Marx, mode d’emploi (dt.: Marx, Gebrauchsanweisung), éditions La Découverte, 2009
- mit Catherine Meurisse, Riss und Luz: Le Cahier de vacances de Charlie Hebdo (dt.: Das Charlie Hebdo Ferienheft), éditions Les Échappés, 2009
- Les Fatwas de Charb (dt.: Charbs Fatwas), éditions Les Échappés, 2009
- C’est pas là qu’on fait caca! Maurice et Patapon pour enfants (dt.: Das ist nicht dort, wo wir Kacka gemacht haben!), éditions Les Échappés, 2010
- Les dictons du jour, agenda 2011, éditions Les Échappés, 2010
- Sarko, le kit de survie (dt.: Sarko, das Überlebensset), éditions 12 bis, 2010
- Marcel Keuf, le flic (dt.: Marcel Keuf, der Bulle), éditions Les Échappés, 2011
- La salle des profs (dt.: Das Lehrerzimmer), éditions 12 bis, 2012
- Lettre aux escrocs de l’islamophobie qui font le jeu des racistes, éditions Les Échappés, Lettre A, 2015 (postum). Deutsche Übersetzung: Brief an die Heuchler. Und wie sie den Rassisten in die Hände spielen. Stuttgart 2015, ISBN 978-3-608-50229-9.[17]

Charbonnier hat auch den Petit cours d’autodéfense intellectuelle (dt.: Kleiner Kurs der intellektuellen Selbstverteidigung) von Normand Baillargeon und den Petit cours d’autodéfense en économie (dt.: Kleiner Kurs der ökonomischen Selbstverteidigung) von Jim Stanford (éditions Lux) illustriert.